# Verdetto finale (film 2009)
Verdetto finale è un film del 2009 diretto da Richard Roy.
È un film poliziesco canadese con Erica Durance, che interpreta Megan Washington, un procuratore distrettuale che indaga su un caso di omicidio apparentemente già risolto.

## Trama
Megan, giovane procuratore distrettuale, è al suo primo caso importante. Vince e fa condannare al carcere un uomo, William McCauley, per l'omicidio della moglie. Dieci anni dopo il processo, però, emergono delle prove che sembrano scagionare McCauley, che viene rimesso in libertà. Per Megan, inizia un incubo.